# Пирс, Дэвид Дуэйн
Дэ́вид Дуэ́йн Пирс (David Duane Pearce; род. 9 июня 1950) — американский дипломат. Генеральный консул США в Иерусалиме (2003—2005). Посол США в Алжире (2008—2011) и Греции (2013—2016).

## Карьера
Пирс окончил Боудин-колледж в 1972 году. В 1973 году получил степень магистра журналистики в Университете штата Огайо. До поступления на дипломатическую службу США в 1982 году он почти десять лет был репортёром, редактором и иностранным корреспондентом. В 1973—1979 годах он работал в Associated Press в Огайо, римской Daily American в Италии и United Press International в Брюсселе, Лиссабоне и Бейруте. В качестве репортёра телеграфной службы он освещал революцию в Лиссабоне, гражданскую войну в Бейруте, а также политические и экономические изменения в арабском мире. Затем он перешёл в Washington Post, где работал редактором в отделах «Foreign» и «Metro». С 1980 по 1981 год он был писателем-редактором в книжной службе Национального географического общества. Он отправился в Юго-Восточный Китай как раз в тот момент, когда страна начала открываться внешнему миру, и стал автором заключительной главы книги Национального географического общества «Путешествие в Китай».
Пирс поступил на дипломатическую службу в январе 1982 года, сначала в качестве вице-консула и сотрудника по политическим вопросам в Эр-Рияде. С 1984 по 1985 год он был дежурным офицером в Оперативном центре Госдепартамента, после чего в 1985—1987 годах был сотрудником странового отдела в Греции. В 1987—1988 годах он изучал арабский язык в полевой школе Института дипломатической службы в Тунисе, затем стал начальником политического отдела посольства США в Кувейте. Во время войны в Персидском заливе Пирс работал связным с правительством Кувейта в изгнании в Таифе и вернулся в Кувейт, чтобы помочь восстановить работу посольства после операции «Буря в пустыне». В середине 1991 года он был направлен в Вашингтон, чтобы стать специальным помощником заместителя государственного секретаря по политическим вопросам.
По стипендии Уны Чепмен Кокс в 1992—1993 годах он написал книгу о дипломатии и средствах массовой информации. «Осторожные партнёры: дипломаты и СМИ» публиковался ежеквартально Конгрессом в 1994 году. В 1994—1997 годах он был генеральным консулом в Дубае, а в 1997——2001 годах занимал должность заместителя главы миссии в посольстве США в Дамаске. С сентября 2001 по июль 2003 года он был директором Управления Государственного департамента по делам Северной части Персидского залива, отвечал за Ирак и Иран. В мае-июне 2003 года Пирс служил в Коалиционной временной администрации в Багдаде. Он был главой миссии и генеральным консулом в Генеральном консульстве США в Иерусалиме с 29 сентября 2003 года по июль 2005 года, а затем советником-посланником по политическим вопросам в посольстве США в Риме в 2005—2008 годах. Во время пребывания в Риме он совершил две экскурсионные поездки в Ирак, в марте-апреле 2007 года и сентябре 2007 года-марте 2008 года, в качестве старшего советника посла Райана Крокера.
28 июня 2008 года Президент США Джордж Буш назначил Пирса послом в Алжире, и он служил там до 2011 года. Позже он стал помощником главы миссии в посольстве США в Кабуле. После работы в качестве старшего заместителя, а затем исполняющего обязанности Специального представителя США по Афганистану и Пакистану, а также заместителя помощника госсекретаря по Южной Азии, Пирс был назначен президентом Обамой послом в Греции 21 июня 2013 года. Он ушёл в отставку с дипломатической службы США в ноябре 2016 года.